# 弗尔岛维克
弗尔岛维克（發音：[ˈviːk ʔaʊf ˈføːɐ̯] ⓘ），简称维克（德語：Wyk），是德国石勒苏益格-荷尔斯泰因州北弗里斯兰县的城市，面积8.08平方千米，2023年12月31日人口为4,355人。